# Koudougou
Koudougou é uma cidade burquinense, capital da província de Boulkiemdé. Em 2012, sua população era estimada em 91 981 habitantes.